# Alfred Pauletto

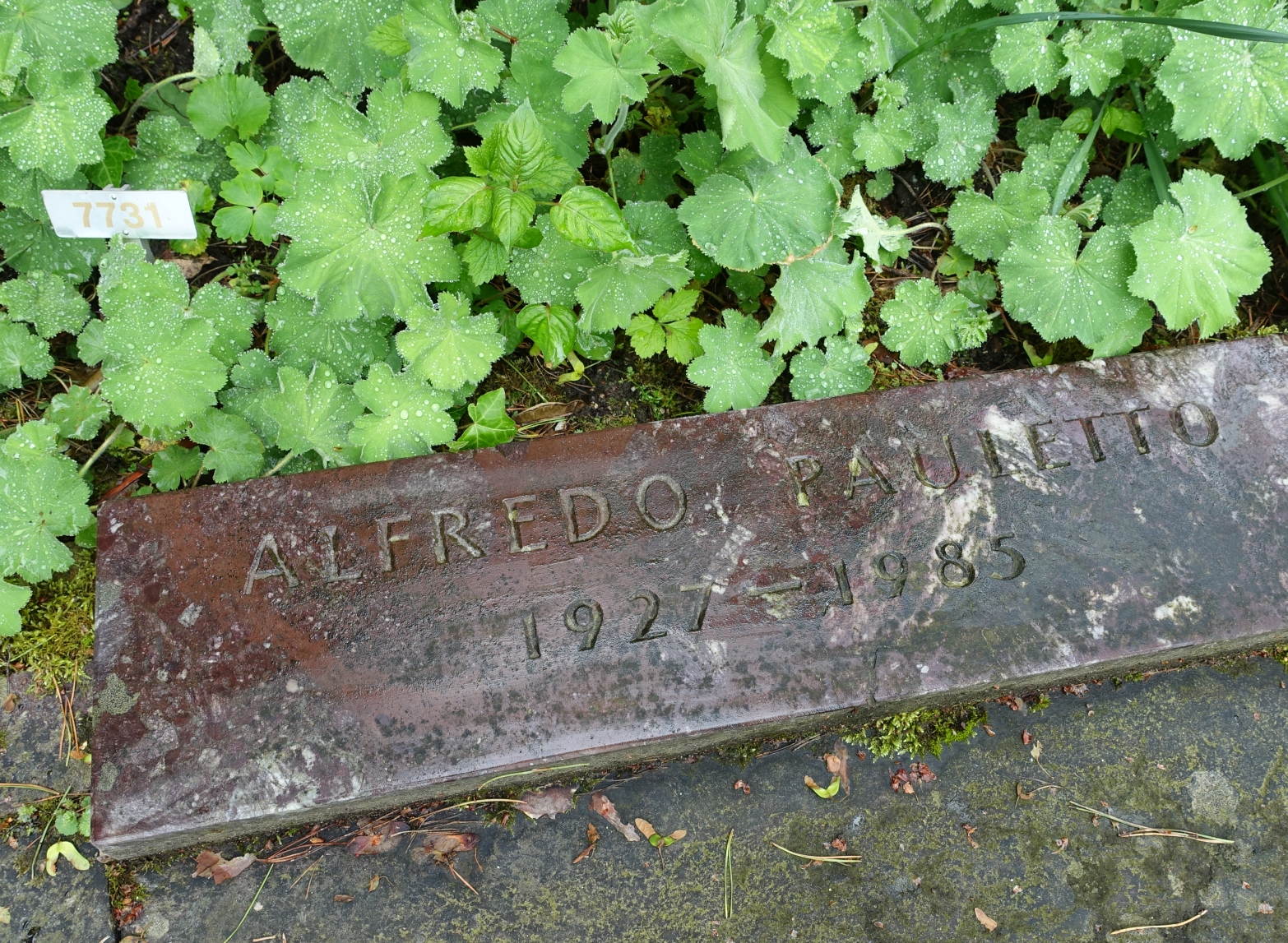
Lapide di Alfred Pauletto

Alfred Pauletto, nome d'arte Alfredo Pauletto o APC (Bischofszell, 19 ottobre 1927 – Arlesheim, 24 dicembre 1985), è stato un pittore, disegnatore, illustratore  e grafico svizzero di origine italiana, esponente dell'arte astratta e informale in Svizzera.

## Biografia
Figlio di Alfredo Pauletto e Maria Candio, Alfred Pauletto nacque nel Canton Turgovia e visse prima a Gossau (Canton San Gallo), poi a Basilea, città nella quale la famiglia si trasferì nel 1932. Tra il 1942 e il 1947 studiò grafica presso la scuola di grafica di Basilea, dove conobbe la sua prima moglie Maya Pauletto. Oltre a studiare grafica seguì le lezioni di disegno di Walter Bodmer e Theo Eble e di calligrafia di Theo Ballmer e Jan Tschichold. Si diplomò nel 1947. A scuola conobbe Cioma Schönhaus, che di Alfred Pauletto racconta:
(Cioma Schönhaus)
Decise di lavorare nel campo della grafica pubblicitaria per avere un introito fisso e così poter dedicarsi all'arte senza pressioni e limitazioni. «Alfred Pauletto voleva sentirsi libero e poter commercializzare solo le sue creazioni, non la sua anima. (…) In questo modo poteva dipingere esclusivamente quello che voleva esprimere», racconta Cioma Schönhaus.
Tra il 1949 e il 1961 ricevette due volte il premio Kunstkredit dello stato di Basilea e, sempre due volte, il premio federale per l'arte libera (Eidgenössischer Preis für freie Kunst). La sua tavola intitolata «Blechmusik», con la quale nel 1956 vinse il primo premio del concorso Kunstkredit, venne acquisita dal Canton Basilea per adornare l'edificio della scuola di Niederholz.
Per quasi vent'anni fu perito esaminatore presso la scuola di grafica di Basilea. A partire dal 1950 fu attivo come grafico in proprio (atelier di grafica), dove lavorò quasi esclusivamente per la società farmaceutica Ciba-Geigy. Per anni il Pauletto si occupò delle pubblicazioni della Ciba (CIBA Blätter e CIBA Journal) come pure, occasionalmente, di materiale pubblicitario e informativo in ambito medico. Membro della Federazione dei Disegnatori Grafici (Bund Graphischer Gestalter – BGG), ne fu il presidente per due anni.
Nel 1948 Alfred Pauletto si recò in viaggio di studio per la prima volta a Parigi, città nella quale tornò spesso e dove incontrò il suo ex compagno di studi Jean Tinguely. Fu lì che scoprì l'informalismo, una corrente d'astrattismo che era appena sorta negli atelier parigini. Un ulteriore oggetto di studio era naturalmente l'Italia, di cui amava tutto il territorio. In particolare visitava regolarmente Firenze e compì studi approfonditi a Roma, presso l'Istituto svizzero di Roma.
Il Pauletto partecipò per la prima volta ad un'esposizione nell'anno 1955, a Zurigo. Anche la sua prima mostra personale ebbe luogo a Zurigo, nel 1958. Quattro anni dopo organizzò, assieme a Hans Erni, Celestino Piatti, Hugo Wetli e Kurt Wirth un progetto dal titolo «Grafici in veste di pittori» (Graphiker als Maler) presso la Società degli arti di Olten. Sempre nel 1962 la sua voce venne inclusa nel Allgemeines Lexikon der bildenden Künstler des XX. Jahrhunderts (Dizionario universale degli artisti del XX secolo) redatto dal Vollmer.
Fu amico dei pittori e grafici svizzeri contemporanei Donald Brun, Walter Bosshardt, Roger Humbert, e in particolare di Herbert Leupin e Cioma Schönhaus, con i quali il legame d'amicizia durò tutta la vita.
A partire dal 1978 Alfred Pauletto fu attivo anche come gallerista, fondando a questo scopo una galleria a Basilea chiamatasi Zur Löwenschmiede, che fungeva da punto di ritrovo per artisti e nella quale, a partire da allora, diversi pittori di Basilea esposero le loro opere.
Alfred Pauletto scelse come nome d'arte Alfredo Pauletto, il cui suono italiano si adattava meglio al suo profilo artistico. Intorno agli anni 1970 iniziò a firmare le sue opere con lo pseudonimo APC, acronimo di «Alfredo Pauletto Candio», sulla cui origine Hans Jürg Kupper racconta:
(Hans Jürg Kupper)

## Opere
I primi dipinti del Pauletto risalgono già ai tempi dello studio e sono classificabili come appartenenti al cubismo e alla corrente figurativa. Frammentando i plastici nei suoi componenti minimi giunse all'astrattismo. Con opere quali «Gewebe» («Tessuto») si impose come esponente dell'arte informale. Negli anni 1950 diede vita soprattutto a pitture murali, pitture su tavola e grandi formati, per i quali apparentemente si ispirò agli affreschi italiani. Utilizzava a questo scopo prevalentemente pitture a olio, sviluppando tuttavia anche tecniche miste a base di olio, sabbia e catrame. Questi materiali gli permisero di esaltare, oltre a forme, colori e prospettiva, anche le strutture, tramite le quali Pauletto regalò all'informale un ulteriore dimensione. I materiali venivano scelti sempre con grande cura: talvolta fabbricava egli stesso i colori che usava, usando pigmenti e calce, e ha provato anche la velatura all'albume.
I critici d'arte di allora apprezzavano gli impulsi che Alfred Pauletto aveva «assimilato» da pittori astrattisti stranieri, e sin dall'inizio della sua carriera artistica li giudicarono «da valutare assolutamente positivamente».
Nell'anno 1959 il Pauletto intraprese il suo primo viaggio in Giappone, dove soggiornò a Osaka, Kyoto, Nara e infine Tokio. Portò con sé le proprie opere dalla Svizzera e le presentò in tre mostre personali, una delle quali nella galleria «Haku-ho» di Osaka con opere dell'amico ed ex compagno di scuola Roger Humbert, fotografo basileese, che esponeva i propri fotogrammi. Poi «venne chiamato dall'accademia delle belle arti di Kyoto per insegnare agli studenti la sua tecnica autodidatta a base di sabbia e catrame». Alcune delle opere sviluppate con questa tecnica nacquero in atelier giapponesi dopo questo suo soggiorno. Contemporaneamente studiò il disegno con inchiostro di China presso maestri giapponesi. Gli acquerelli «Schriftzeichen» («Segni scritturali»), creati dopo il suo soggiorno in Giappone, mostrano l'ispirazione tratta dallo studio della calligrafia.
Nell'anno 1981 tornò a Kyoto, dove ancora una volta si confrontò intensamente con il patrimonio artistico giapponese. Ne sono testimoni la serie di raffigurazioni dei «Samurai», immagini arcane nelle quali «i colori scuri e le rappresentazioni ricordano Alberto Giacometti». Ebenfalls sind Serien von Pferdebildern nach den Vorbildern aus dem Kiyomizu-dera in Kyōto entstanden.
Affascinato e ispirato dal libro La nave dei folli («Das Narrenschiff») di Sebastian Brant, la più famosa opera letteraria tardo medievale, dipinse nel 1979 un quadro che ne portava il nome.
Un motivo principale che accompagnò il Pauletto durante tutte le sue creazioni fu la musica. Proprio nella sua tavola «Blechmusik» Pauletto vinse il primo premio del concorso federale Kunstkredit. Molto rappresentativa in questa cornice è l'opera «Musiksaal» («Sala di musica»). Quest'opera nacque nel 1980, in un'epoca nella quale l'artista, accompagnato dal fotografo Niggi Bräuning, frequentava regolarmente le prove dell'orchestra da camera di Basilea (Basler Kammerorchester, BKO) di Paul Sacher, e le raffigurava. Confrontandosi intensamente con le musiche di Paul Sacher, il Pauletto viveva una metamorfosi della propria espressione artistica: il passaggio alla pittura oggettuale. Alla fine degli anni 1970 creò sempre più immagini figurative. Ma già con il suo dipinto «Kathedrale» («Cattedrale») dell'anno 1952, una scena musicale venne rappresentata in stile cubista. Nel 1980 il Pauletto dipinse un'immagine caratterizzata dallo stesso formato, prospettiva e struttura. Qui si può riconoscere chiaramente il Duomo di Basilea. Nello stesso periodo l'avvicinarsi del Pauletto alla spiritualità si fece via via più visibile. Nelle sue creazioni lasciava sempre più spazio all'invisibile, per poter esprimere tra le altre cose anche la sua concezione di vita eterna. Il Pauletto dovette appropriarsi la simbologia dei classici temi biblici come il golgota, l'apocalisse o la genesi. Questi erano temi che il Pauletto utilizzò per le sue ultime grandi creazioni.

Quando si ammalò e sentì che la sua vita era giunta alla fine, il Pauletto iniziò a dare espressione a quei temi che lo circondavano, come «il dolore, il commiato e la morte». All'inizio si trattava di piccoli formati morbidi ottenuti con lapis e china. Così nacque la serie «Totentänze» («Danze macabre»). Il motivo primordiale che mette in scena uomini e scheletri macabri, venne da lui elaborato in modo nuovo ma fedele ai modelli antichi.
(Alexander Marzahn)
Negli anni 1980 il Pauletto si dedicò sempre più alla pittura figurativa, con una predisposizione per i ritratti. Sono immagini, «(...) che, a causa della semiotica rudimentale e figurativa, risultano opprimenti. Il lato sinistro del viso è a tratti maggiore rispetto a quello destro, gli occhi sono vuoti e incavati, la bocca pare un grande buco. L'espressione fisiognomica sembra nel suo complesso una maschera mortuaria». In alcuni ritratti sono riconoscibili i lineamenti del viso di artisti conosciuti quali Stravinsky, che negli anni 1950 e '60 aveva lavorato a stretto contatto con l'orchestra da camera di Basilea, o di Beckett.

## Mostre (liste parziali)

### Mostre personali
- 1958: Galerie Bel Etage, Zurigo
- 1959: Gallery Haku, Osaka, Giappone
- 1959: Kyoto Gallery, Kyoto, Giappone
- 1959: Gallery of Isetan Department Stores, Tokio, Giappone
- 1960: Galerie Hilt, Basilea
- 1961: Galerie Hilt, Basilea
- 1961: Schulhaus Binningen
- 1963: Galerie Knöll, Basilea
- 1975: Ausstellung Basler Künstler, Seltisberg
- 1978: Galerie zur Löwenschmiede, Basilea
- 1980: Weihnachtsausstellung, Galerie zur Löwenschmiede, Basilea
- 1983: Galerie Landhaus bei Zürich

### Mostre collettive
- 1955: Grafiker - ein Berufsbild, Zürcher Hochschule der Künste (ZHdK) / Museum für Gestaltung Zurigo
- 1956: Ausstellung des Staatlichen Kunstkredit, Basilea
- 1958: Galerie d'art moderne, Basilea, Ausstellung Art vivant
- 1962: Kunstverein Olten, Gemälde-Ausstellung Grafiker als Maler: Hans Erni, Alfred Pauletto, Celestino Piatti, Hugo Wetli, Kurt Wirth
- 1976: Municipio della città di Zurigo
- 1976: Galerie Atrium, Reinach/BL, Gruppenausstellung Alfred Pauletto, Kurt Ruepp, Max Fröhlich, Adelheid Hanselmann-Erne, Ilse Immich

### Mostre retrospettive
- 1987: Retrospektive Alfredo Pauletto, Berowergut, Riehen
- 1992: Galerie Simone Gogniat, Basilea (disegni)
- 1992: Gymnasium Bodenacker, Liestal (Pittura, altre 100 dipinti)
- 1996: Deloitte & Touche Tohmatsu International, im Experta-Haus, Basilea
- 1997: Galerie Hilt, Basilea
- 2007: TERTIANUM St. Jakob-Park, Basilea
- 2011: Alfredo Pauletto | Erinnerungen an einen Basler Maler, Galerie Hilt, Basilea
- 2013: Urs Joss – Skulpturen; Alfred Pauletto – Zeichnungen, Privatausstellung in der Ateliergemeinschaft Klingental, Basilea, 6-29.12.2013.

## Pubblicazioni
- Alfred Pauletto. Tageblätter - Alfredo Pauletto APC, Basilea: Eigenverlag, 1979, 52 pagine.
- Max Ehinger (testo) e Alfred Pauletto (illustrazioni). Evviva la Pro Ponte: Sport wie er damals war.... Basilea, Verlag TIP, 1968

### Dizionari e lessici
- (DE)  Dr Charlotte Fergg-Frowein (a cura di), Kürschners Graphiker Handbuch. Deutschland Österreich Schweiz. Graphiker, Illustratoren, Karikaturisten, Gebrauchsgraphiker, Typographen, Buchgestalter, Berlino, Verlag Walter de Gruyter, 1959, p. 132.
- (DE)  Hans Vollmer, Allgemeines Lexikon der bildenden Künstler des XX. Jahrhunderts, Leipzig, E.A. Seemann, Volume VI (H-Z), 1962, p. 332.
- Eduard Plüss, Hans Christoph von Tavel, Künstler-Lexikon der Schweiz: XX. Jahrhundert, Frauenfeld, Verlag Huber & Co AG, Band II (Le Corbusier-Z), 1963–1967, p. 718.
- Istituto svizzero di studi d'arte (SIK-ISEA) (a cura di), Künstlerverzeichnis der Schweiz 1980-1990 - Répertoire des artistes suisses 1980-1990, Frauenfeld, Verlag Huber & Co AG, 1991, p. 482, ISBN 3-7193-1045-0.
- (DE)  Karl Jost (a cura di), Biographisches Lexikon der Schweizer Kunst, Zurigo e Lausanna, dell'Istituto svizzero di studi d'arte (SIK-ISEA), Volume 2 (L-Z), 1998, p. 805, ISBN 3-85823-673-X.
- (DE)  Allgemeines Künstlerlexikon: Bio-bibliographischer Index A-Z, München u. Leipzig, K.G. Saur, 2000, Volume 7, p. 607, ISBN 3-598-23910-6.

### Pubblicazioni di premi
- (DE)  Staatlicher Kunstkredit 1956. Jurybericht über die Resultate der Ausschreibungen des Jahres 1956.
- (DE)  Schweizer Maler und Bildhauer ausgezeichnet mit einem eidgenössischen Kunststipendium seit 1950, Aargauer Kunsthaus, Aarau, 1963, p. 15.

### Cataloghi di mostre
- (DE)  Claude Richard Stange, Alfred Pauletto - Roger Humbert. Malerei und Fotogramme, catalogo delle mostre in Giappone, 1959.
- (DE)  Josef Rast, Grafiker als Maler: Hans Erni, Alfred Pauletto, Celestino Piatti, Hugo Wetli, Kurt Wirth. Olten: Kunstverein Olten, 1962.
- (DE)  Dorette und Heinz Dürsteller, Alfred Pauletto, Kurt Ruepp (Bilder), Max Fröhlich, Adelheid Hanselmann-Erne, Ilse Immich (Schmuck und Objekte), Reinach, Galerie Atrium, 1976.
- (DE)  Fritz Weisenberger, Niggi Bräuning, Andreas F. Voegelin, Retrospektive Alfredo Pauletto (APC) 1927-1985, Riehen, Gemeinde Riehen, 1987.
- (DE)  Alfred Pauletto - Über Leben und Schaffen des Künstlers, (Schrift zur Ausstellung bei Deloitte & Touche) Basilea, maggio 1996.
- (DE)  Enrico Ghidelli, Alfredo Pauletto: Zum 70. Geburtstag des Künstlers. Galerie Hilt, Basilea, 1997.

### Articoli
- (EN)  Elise Grilli, "Art, East and West - A Young Swiss Painter in Tokyo", The Japan Times, 1 agosto 1959.
- (DE)  Claude Richard Stange, Basilisk – unabhängige Basler Wochenzeitung, Nr. 1960/4, 19 febbraio 1960, p. 2.
- (DE)  Cioma Schönhaus, "Alfredo Pauletto", Basler Zeitung, 7 gennaio 1986, page 20.
- (DE)  Helmut Kreis, "Unerschöpfliche Phantasien", Baslerstab Stadt Nr. 265, 14 novembre 1997, p. 19.
- (DE)  Alexander Marzahn, "Alfredo Pauletto", Basler Zeitung, Nr. 271, 20 novembre 1997, Teil IV, p. 45.